# به چامبال قسم بخور
 به چامبال قسم بخور (به هندی: Chambal Ki Kasam) فیلمی هندی محصول سال ۱۹۸۰ و به کارگردانی رام ماهشواری است. در این فیلم بازیگرانی همچون راج کومار، شاتورگان سینها، موشومی چاترجی، امجد خان و فریده جلال ایفای نقش کرده‌اند.چامبال به نام رود چامبال اشاره دارد.